# Ставчинецька сільська рада
Ставчине́цька сільська́ ра́да — адміністративно-територіальна одиниця та орган місцевого самоврядування у Хмельницькому районі Хмельницької області. Адміністративний центр — село Ставчинці.

## Загальні відомості
- Територія ради: 29,54 км²
- Населення ради: 807 осіб (станом на 2001 рік)

## Населені пункти
Сільській раді підпорядковані населені пункти:
- с. Ставчинці
- с. Польові Гринівці

## Склад ради
Рада складається з 12 депутатів та голови.
- Голова ради:
- Секретар ради: Перун Ольга Олександрівна

### Керівний склад попередніх скликань
| Прізвище, ім'я, по батькові    | Основні відомості                                                | Дата обрання | Дата звільнення |
| ------------------------------ | ---------------------------------------------------------------- | ------------ | --------------- |
| Островерха Михайло Ярославович | Сільський голова, 1963 року народження, безпартійний             | 26.03.2006   | 27.03.2009      |
| Редчук Валентина Володимирівна | Сільський голова, 1966 року народження, член партії Єдиний Центр | 02.08.2009   | 31.10.2010      |

Примітка: таблиця складена за даними сайту Верховної Ради України

### Депутати
За результатами місцевих виборів 2010 року депутатами ради стали:

#### За суб'єктами висування
| Суб'єкт висування | Кількість обраних депутатів | %   |
| ----------------- | --------------------------- | --- |
| Самовисування     | 12                          | 100 |

#### За округами
| № округу | Прізвище, ім'я, по батькові       | Дата визнання обраним | Освіта             | Партійна приналежність | Відомості про обраного депутата           |
| -------- | --------------------------------- | --------------------- | ------------------ | ---------------------- | ----------------------------------------- |
| 1        | Зозуля Роман Іванович             | 04.11.2010            | вища               | позапартійний          | Ставчинці, священик                       |
| 2        | Семерня Валерій Миколайович       | 04.11.2010            | середня спеціальна | позапартійний          | Ставчинецька загальноосвітня школа, водій |
| 3        | Троян Володимир Петрович          | 04.11.2010            | середня спеціальна | позапартійний          | Ставчинці, слюсар по газифікації          |
| 4        | Островерха Світлана Володимирівна | 04.11.2010            | середня спеціальна | позапартійна           | Ставчинці, продавець                      |
| 5        | Рудий Анатолій Іванович           | 04.11.2010            | середня спеціальна | позапартійний          | в/ч А3013 Грузевиця, стрілець             |
| 6        | Грицина Світлана Терентіївна      | 04.11.2010            | середня спеціальна | позапартійна           | Ставчинці, обліковець                     |
| 7        | Кришталь Володимир Васильович     | 04.11.2010            | середня спеціальна | позапартійний          | Ставчинці, механізатор                    |
| 8        | Варибок Володимир Васильович      | 04.11.2010            | середня спеціальна | позапартійний          | Ставчинці, бригадир/б                     |
| 9        | Перун Ольга Олександрівна         | 04.11.2010            | середня спеціальна | позапартійна           | Ставчинці, секретар                       |
| 10       | Кушнірчук Наталія Володимерівна   | 04.11.2010            | середня спеціальна | позапартійна           | Ставчинці с/рада, соц. працівник          |
| 11       | Мукосій Людмила Йосипівна         | 04.11.2010            | середня спеціальна | позапартійна           | П-Гринівці, продавець                     |
| 12       | Ставінога Олександр Григорович    | 04.11.2010            | середня спеціальна | позапартійний          | Ставчинці, механізатор                    |